# Strip Me
Strip Me é o terceiro álbum de estúdio da cantora britânica Natasha Bedingfield. Debutou na #103 posição na Billboard 200, com a venda de 10 mil cópias na primeira semana nos Estados Unidos.

## Faixas
| Edição padrão |                                     |                                                            |         |  |
| N.º           | Título                              | Compositor(es)                                             | Duração |  |
| 1.            | "Little Too Much"                   | Natasha Bedingfield, John Hill, Jonas Myrin                | 3:28    |  |
| 2.            | "All I Need"                        | Bedingfield, Danielle Brisebois, Kevin Rudolf, John Shanks | 3:43    |  |
| 3.            | "Strip Me"                          | Bedingfield, Ryan Tedder, Wayne Wilkins                    | 3:29    |  |
| 4.            | "Neon Lights"                       | Bedingfield, Tedder, Wilkins                               | 3:43    |  |
| 5.            | "Weightless"                        | Bedingfield, Steve Kipner, Andre Merritt, Wayne Wilkins    | 3:55    |  |
| 6.            | "Can't Fall Down"                   | Bedingfield, Andrew Frampton, Kipner, Wilkins              | 4:08    |  |
| 7.            | "Try"                               | Bedingfield, Brisebois, Shanks                             | 3:16    |  |
| 8.            | "Touch"                             | Bedingfield, Julian Bunetta, Kipner                        | 3:46    |  |
| 9.            | "Run-Run-Run"                       | Bedingfield, Hill, Jonas Myrin                             | 3:05    |  |
| 10.           | "Break Thru"                        | Bedingfield, Andreas Kleerup, Jonas Myrin                  | 4:05    |  |
| 11.           | "No Mozart"                         | Bedingfield, Frampton, Kipner, Wilkins                     | 4:07    |  |
| 12.           | "Recover"                           | Bedingfield, Francis White                                 | 3:48    |  |
| 13.           | "Weightless" (Less Is More Version) | Bedingfield, Kipner, Merritt, Wilkins                      | 4:30    |  |

| Faixa bônus no iTunes |                            |                           |         |  |
| N.º                   | Título                     | Compositor(es)            | Duração |  |
| 14.                   | "Easy" (com Rascal Flatts) | Katrina Elam, Mike Mobley | 3:38    |  |

| Faixas bônus da Edição Deluxe |                                                    |         |  |
| N.º                           | Título                                             | Duração |  |
| 15.                           | "Strip Me" (Less Is More Version)                  | 3:45    |  |
| 16.                           | "All I Need" (Less Is More Version)                | 4:32    |  |
| 17.                           | "Can't Fall Down" (Less Is More Version)           | 4:26    |  |
| 18.                           | "Strip Me" (Less Is More Version -)                | 3:53    |  |
| 19.                           | "All I Need" (Less Is More Version - ao vivo)      | 3:53    |  |
| 20.                           | "Can't Fall Down" (Less Is More Version - ao vivo) | 4:22    |  |
| 21.                           | "Weightless" (Less Is More Version - ao vivo)      | 4:39    |  |